# Larentia lophogramma
Larentia lophogramma là một loài bướm đêm trong họ Geometridae.